# Равна, Оле
Оле Нильсен Равна (норв. Ole Nilsen Ravna; 31 октября 1841, Карасйок, Норвегия — 11 августа 1906, Порсангер, Норвегия) — норвежско-саамский путешественник, исследователь и оленевод.

## Биография
Оле Нильсен Равна родился 31 октября 1841 года в городе Карасйок губернии Финнмарк, Норвегия. Владел собственным стадом оленей. В 1888 году 46-летний Оле Равна присоединился к экспедиции Нансена Фритьофа вместе со своим земляком Сэмюэлем Балто. К разочарованию Нансена, Оле был женат и имел 5 детей. К тому же, когда Оле Равна отправился в Гренландию, выяснилось, что тот страдает морской болезнью, как и Балто, и во время морских бурь утешался чтением Нового Завета.
В Гренландии членам экспедиции пришлось преодолеть длинный путь по крутым склонам ледником; положение дел усложнялось из-за жестокого климата. Несмотря на это, Оле Равна и Сэмюэль Балто оказались вполне приспособлены к подобным погодным условиям. В конце концов, всей экспедиции удалось пересечь ледяной щит Гренландии. Поскольку последние в текущем сезоне корабли уже уплыли из Готхаба, экспедиции пришлось остаться в Гренландии на зимовку.
15 апреля 1889 года экспедиция отплыла на пароходе «Видбьёрн» и 21 мая достигла Копенгагена. Через 9 дней они вернулись на пароходе «Мельхиор» в Осло. За своё участие Оле Равна получил в 1893 году серебряную медаль от короля Оскара II.
В 1905 году, в возрасте 64 лет, Оле Равна ещё раз отправился в Гренландию вместе со своим земляком Исаком Клемметсеном и великим датским полярником Кнудом Расмуссеном с целью развития оленеводства. Находясь в пути из Финнмарка в Копенганен, Оле и Исак встретились с Нансеном Фритьофом.
11 августа 1906 года Оле Равна скончался в Порсангере, Норвегия. Его похоронили там же на кладбище Лаксельв. В 2011 году в Карасйоке в память об Оле Равне и Сэмюэле Балто обоим был воздвигнут памятник.

## Галерея

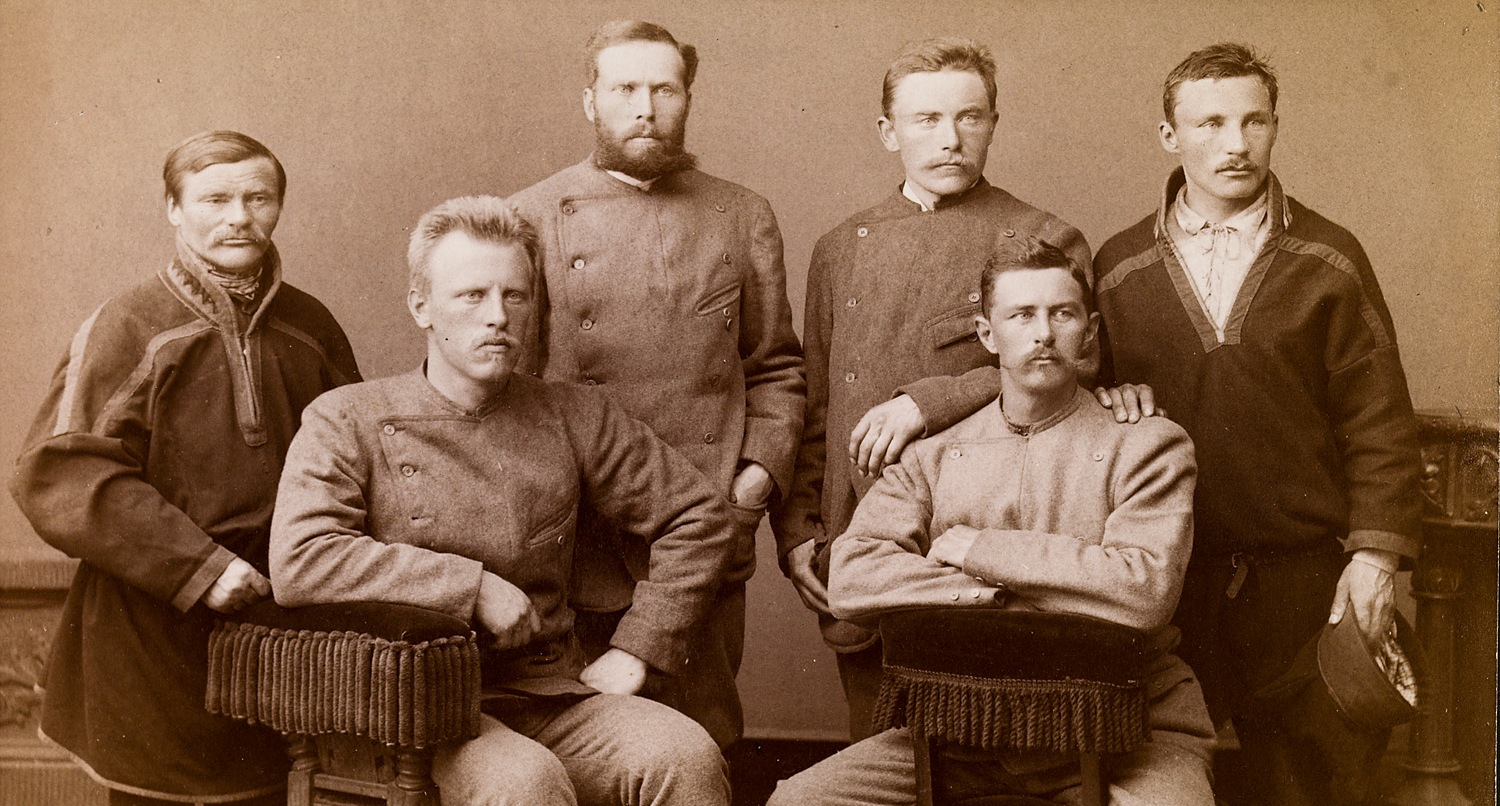
Равна(крайний слева) со всеми участниками экспедиции
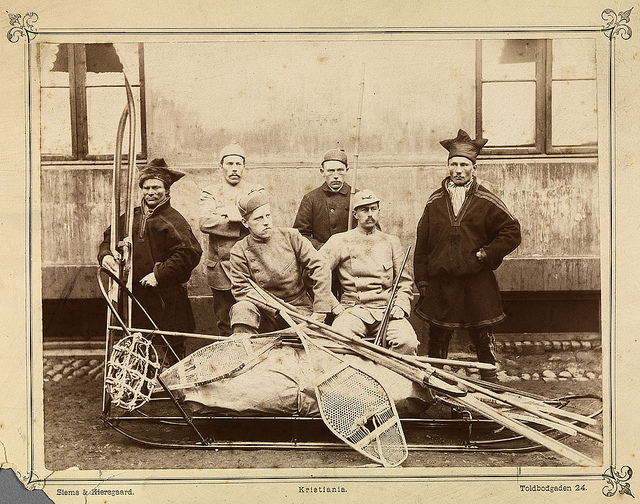
Равна(крайний слева) во время экспедиции
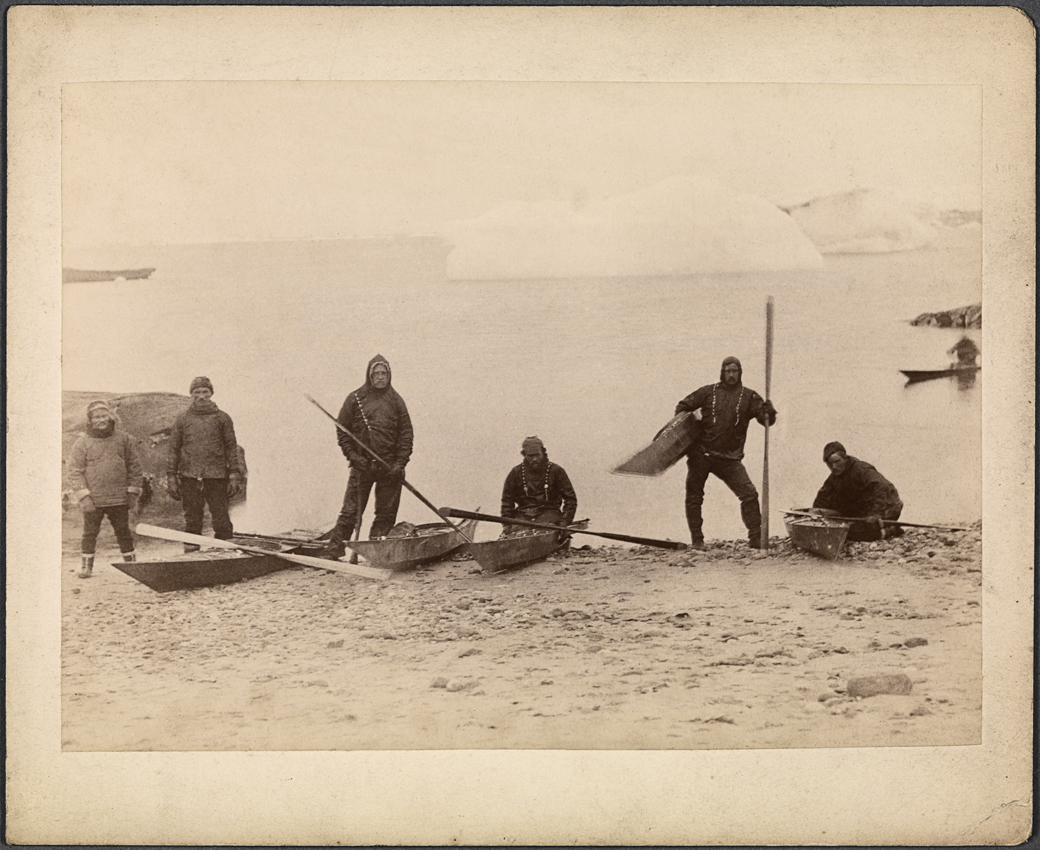
Равна(крайний слева) на берегу Гренландии
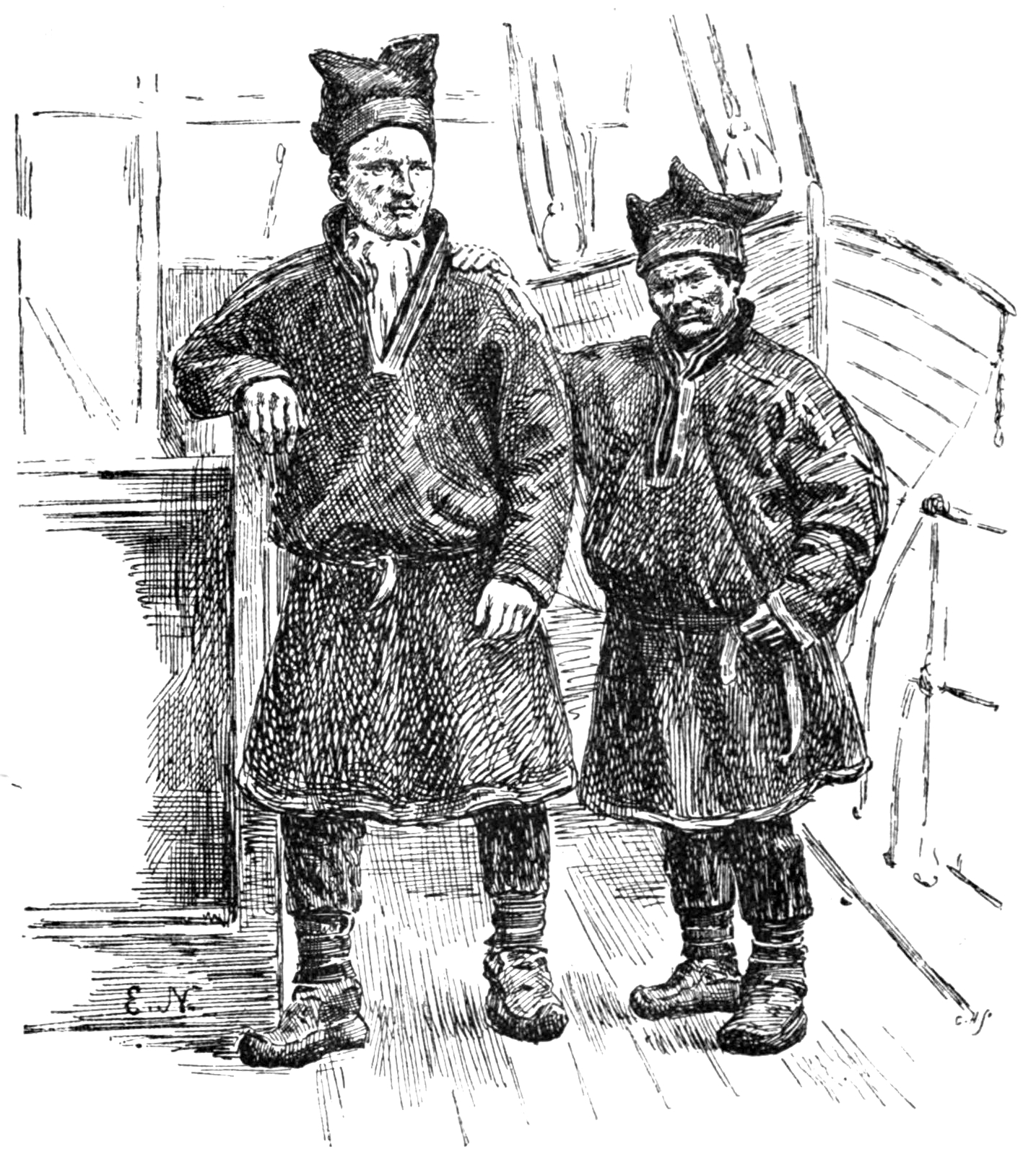
Оле Равна с Сэмюэлем Балто
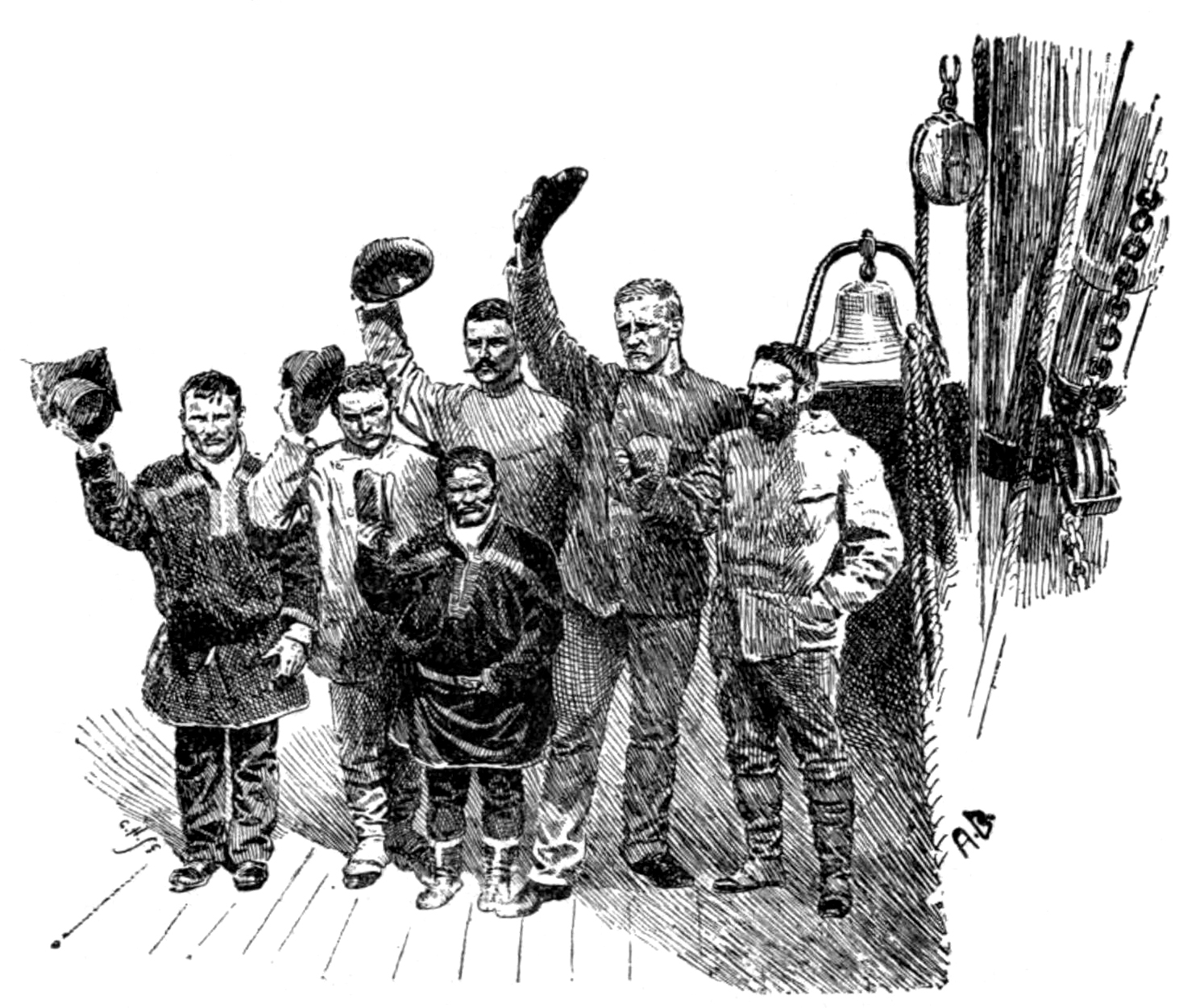
Равна (по середине на первом плане) во время возвращения из экспедиции